# 2005年克什米尔大地震
2005年克什米尔大地震于UTC时间2005年10月8日03:50:38分发生，震中位于巴基斯坦控制的克什米尔地区。美国地质调查局（USGS）测量的震级为7.6，震中位于34°25′55″N 73°32′13″E / 34.43194°N 73.53694°E，伊斯兰堡东北方95公里（60英里）穆扎法拉巴德附近，震中深度10公里（6.2英里）。日本氣象廳测量的震级为7.8。印度气象局宣布震级为里氏6.8级。这是这一地区100年来经历的最强地震。阿富汗首都喀布尔和印度首都新德里都有震感。这次地震被USGS分类为“大地震”。巴基斯坦官方公布的死亡人数是87,350，在印度控制的喀什米尔地区造成1,400人死亡。10月9日哈萨克斯坦南部遭到南亚地震余波冲击，部分地区发生了里氏3级余震。

## 伤亡
已知的伤亡包括：

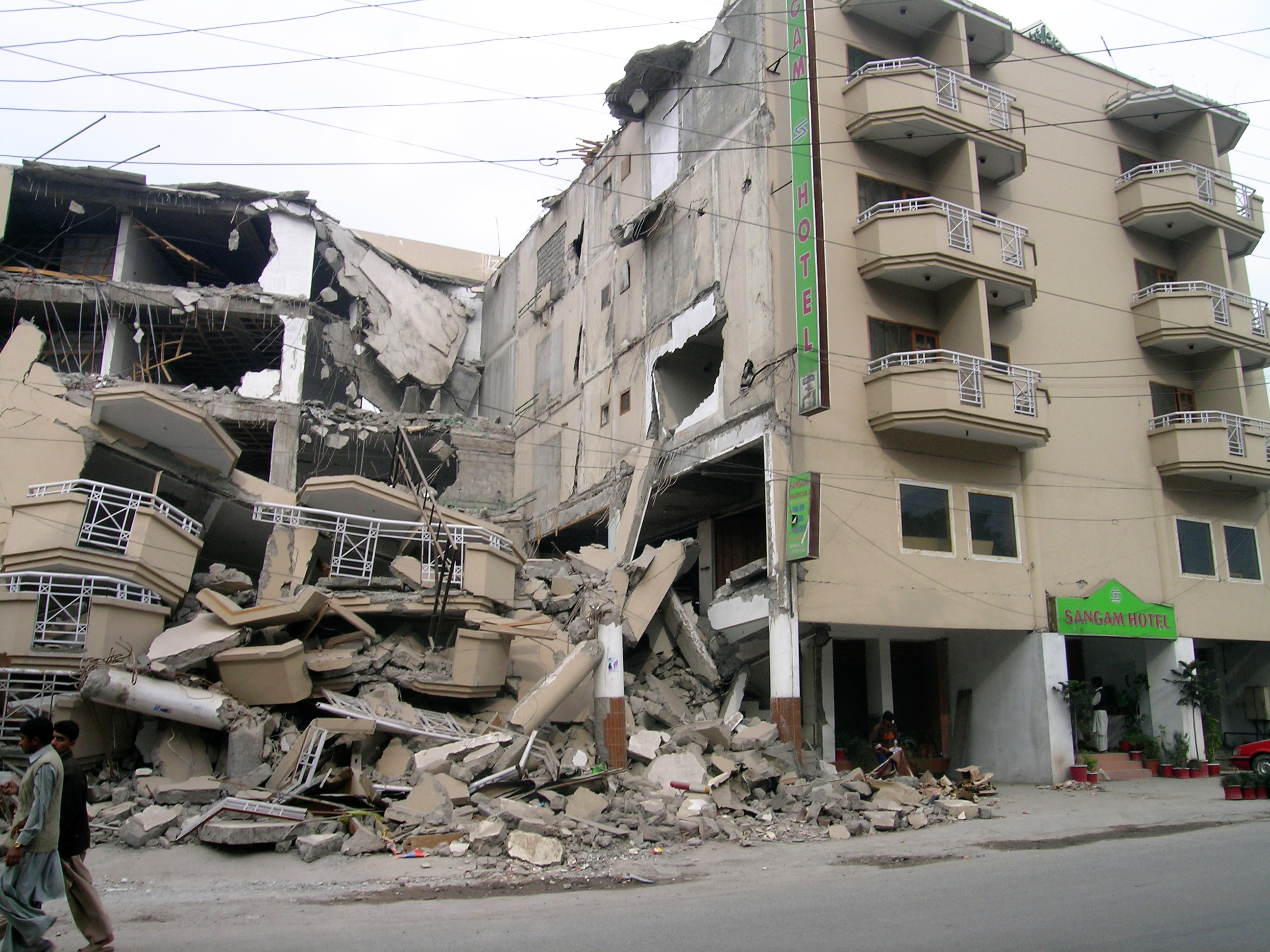
伊斯兰堡一个倒塌的建筑，可能数百人死伤

- 防务官员说在Kupwara的Uri sector有16名军人在倒塌的掩体中死亡。
- 在斯利那加的SMHS医院至少39人死亡并另有超过150人受伤。
- 在巴基斯坦的7.5级大地震中至少8.6万人死亡，10万人受伤。[2]
- CNN说，巴基斯坦情报官员Shaikh Rashid Ahmad说一名女孩在拉瓦尔品第的学校丧生。NDTV报导说一人在印度查谟-喀什米尔邦的Baramulla倒塌的建筑物中死亡。
- 最初的地震报道来自德里，旁遮普和查谟，阿富汗和喀什米尔。至少15人伤亡四间店铺损毁。
- 美联社先前的报道说，伊斯兰堡十多人受伤并且有更多的人被困在倒塌的建筑物碎石中。
- 一名在巴基斯坦西北边境地区工作的中国工程师在地震中不幸遇难，为广西水电工程局工程师黄炳坤。[5]

## 损失
- 在查谟-喀什米尔邦400栋房子，Hazratbal塔损毁[6]
- 伊斯兰堡两栋包括75个住家的建筑物在地震中倒塌。巴基斯坦政府官员承认伤亡人数数百，大部分可能已经死亡。
- 喀什米尔Poonch行政区有着200年历史的Moti Mahal要塞损毁。[7]
- 巴基斯坦控制克什米尔首府穆扎法拉巴德以及几个村庄已经被地震夷为平地。道路因山体滑坡被切断。10月10日，该市许多地区发生多起抢劫事件。
- 印巴和平桥在强烈地震中遭严重毁坏。

## 救援行动

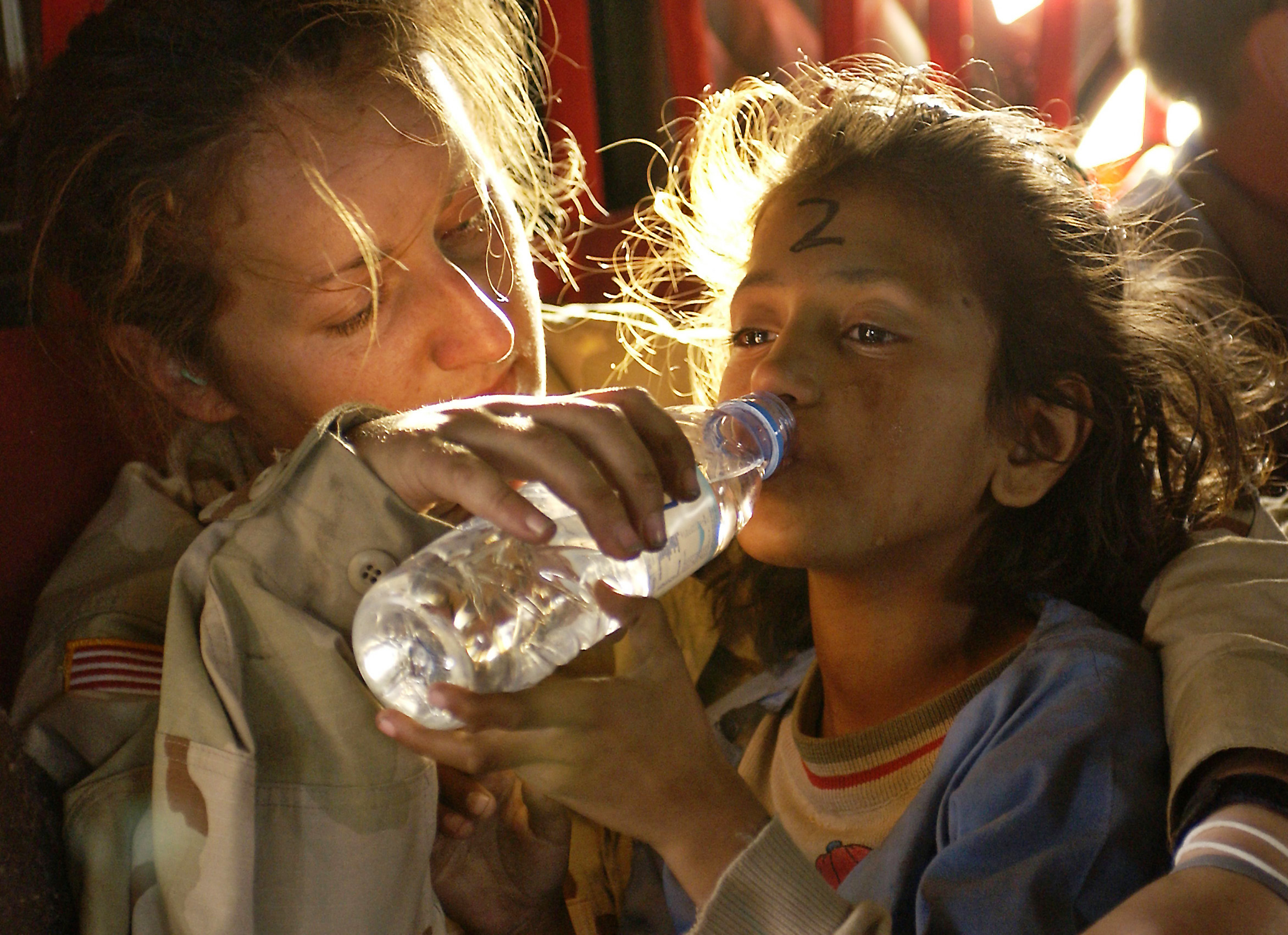
在救援中，美國陸軍中士科爾內婭·拉奇瓦爾為一個年輕的巴基斯坦女孩提供食水

- 11月12日，联合国儿童基金会开始在地震地区为80万名儿童接种麻疹、小儿麻痹症、白喉和破伤风等传染病的疫苗。他们还提供维生素A片，因为很多儿童无法得到足够的食物。
- 11月19日，巴基斯坦举办了南亚地震筹款会议，筹得58亿美元。其中，世界银行和亚洲发展银行各提供10亿美元，伊斯兰发展银行和美国分别提供5亿美元。此外，沙特阿拉伯、中国、欧盟以及国际货币基金组织等国家和组织也提供了资金。[8]

## 国内反应
巴基斯坦總統佩尔韦兹·穆沙拉夫表示，今次地震是巴基斯坦歷來最嚴重的天災，並宣佈全國哀悼三天。
11月11日，灾民在巴基斯坦控制的克什米尔地区穆扎法拉巴德举行游行，抗议警方强制灾民搬离临时营地。警方说逮捕了五人，他们的罪名是违反了不准超过四人集会的禁令。

## 国际反应

### 亞洲
- 印度总理曼莫汉·辛格与巴基斯坦总统佩尔韦兹·穆沙拉夫10月8日互通电话，讨论灾后救援工作等诸多问题。10月10日，巴基斯坦拒绝与印度在喀什米尔展开联合救援，但接受印度提供的地震援助。
- 中华人民共和国国际救援队49人抵达巴基斯坦，提供总计价值620万美元的紧急援助。台湾提供27噸，可供5萬人使用之緊急醫療救援物品及器材，並提供食米等物資援助。
- 泰國向巴基斯坦地震灾区捐款10万美元。
- 马来西亚一支医疗部队驻守巴基斯坦协助地震灾民。

### 歐洲
- 俄羅斯10月9日向巴基斯坦派遣了30名救援人员和一个专家小组。
- 德国政府通过驻伊斯兰堡使馆向巴基斯坦提供了5万欧元的援助款。
- 法國已向地震灾区派遣了一个由25人组成的紧急救援小组。

### 美洲
- 加拿大向巴基斯坦提供2000万加元援助。
- 美国拨款5000万援助巴基斯坦灾区。

### 多国組織
- 世界银行10月9日在伊斯兰堡宣布，向巴基斯坦提供2000万美元用于震后重建。
- 欧盟向南亚地震灾区提供300万欧元紧急援助。

### 非政府組織
- 樂施會 - 樂施會的職員已到喀什米爾地震地區評估災情。他們表示：“當地災民急需帳篷、棉被、醫療用品、食水及糧食等用品。”
- 紅新月會 - 赈灾人员已在受地震的災區展開救援行動。

### 地震的災害管理
- 地震预测
- 災害管理